# 90-мм зенітна гармата M1/M2/M3
90-мм гармата M1/M2/M3 — американська важка зенітна і протитанкова гармата, яка виконувала роль, подібну до німецької 8,8cm Flak 18. Діаметр ствола становить 90-мм, а калібр — 50, що дає довжину ствола у 4,6 метри. Гармата здатна стріляти снарядами розміром у 90 мм на 600 мм на відстань у 19 км при горизонтльному наведенні або на 13,3 км при вертикальному.
90-мм гармата була основною важкою протиповітрянною гарматою армії США у період від початку Другої світової війни до 1946, серія також доповнювалась незначною кількістью гармат 120-мм гармати М1, що мають більші параметри. Обидва види були поширенними у обороні США під час холодної війни, як захист від можливого нападу радянських бомбардувальників. В середині 1950-років їх виробництво припиняється, адже з'являються ефективніші ракети класу «земля-повітря», такі як MIM-3 Nike Ajax.
Використовувалась також як танкова гармата винищувача танків M36 і танка M26 Pershing, також була основною гарматою деяких інших післявоєнних танків, таких як M56 Scorpion. Гармати також були складовою частиною берегової оборони в Корпусі берегової артилерії Сполучених Штатів в 1943—1946 роках. Виробництво однієї гармати в 1940 коштувало близько 50 000 доларів, а запчатини виготовлялись 30 окремими підрядниками.

## Історія
До початку Другої світової війни одним із основних калібрів для цього класу зброї був 76,2 мм, цей калібр був у двох основних гарматах США: 3-дюймова гармата M1918 (76,2-мм L/40) і 3-дюймова зенітна гармата М3. Зброя цього калібру була поширена і в світі. На початку 1930-х розроблялись нові експериментальні версії гармат цього калібру, вони мали надійти на озброєння ближче до 1940-х.
Але військові сили США зацікавились гарматами, що мали б бути більш потужними, тож 9 червня 1938 року створюється договір на розробку двох нових гармат, одна з яких мала бути 90-мм, що на той час вважалась найбільшим розміром, який можна було б вручну виставити на значних висотах, а інша, 120-мм, мала б транспортуватись на висоти задопомогою транспорту. Нові дизайни видались кращими, ніж 3-х дюймові гармати, що розроблялись з початку 1930-ч, тож їх проекти були скасовані. Другий варіант 90-мм гармати 1940 року був стандартизований як 90-мм гармата M1.
С кінця 1940 року було випущенно кілька сотень гармат М1, внеслись кілька удосконалень до конструкції, оновлений дизайн отримав назву 90-мм M1A1 і став випускатись замість М1 з 22 травня 1941 року..Ця конструкція була здатна робити 20 пострілів на хвилину. Вдалось випустити кілька тисяч цих зенітних гармат до вступу США у війну. Вдала конструкція дозволила М1А1 стати основною зенітною зброєю армії США на весь час Другої світової війни. З часом, їх виробництво тільки зростало, дозволяючи випускати декілька тисяч на місяць.
Зенітні гармати доводилось використовувати і проти танків. Німецький Flak 88 cm і британська 3,7-дюймова зенітна гармата QF, виявились ефективними проти броньованих наземних противників, в той час, як М1А1 не вистачало можливості опускати ствол горизантально на 10 градусів нище. Ця проблема призвела до створення модифікації, яка, власне, її і вирішувала. Так виникла 90-мм M2, яка стала на озброєння 13 травня 1943 року.

## Протиповітряне функціювання

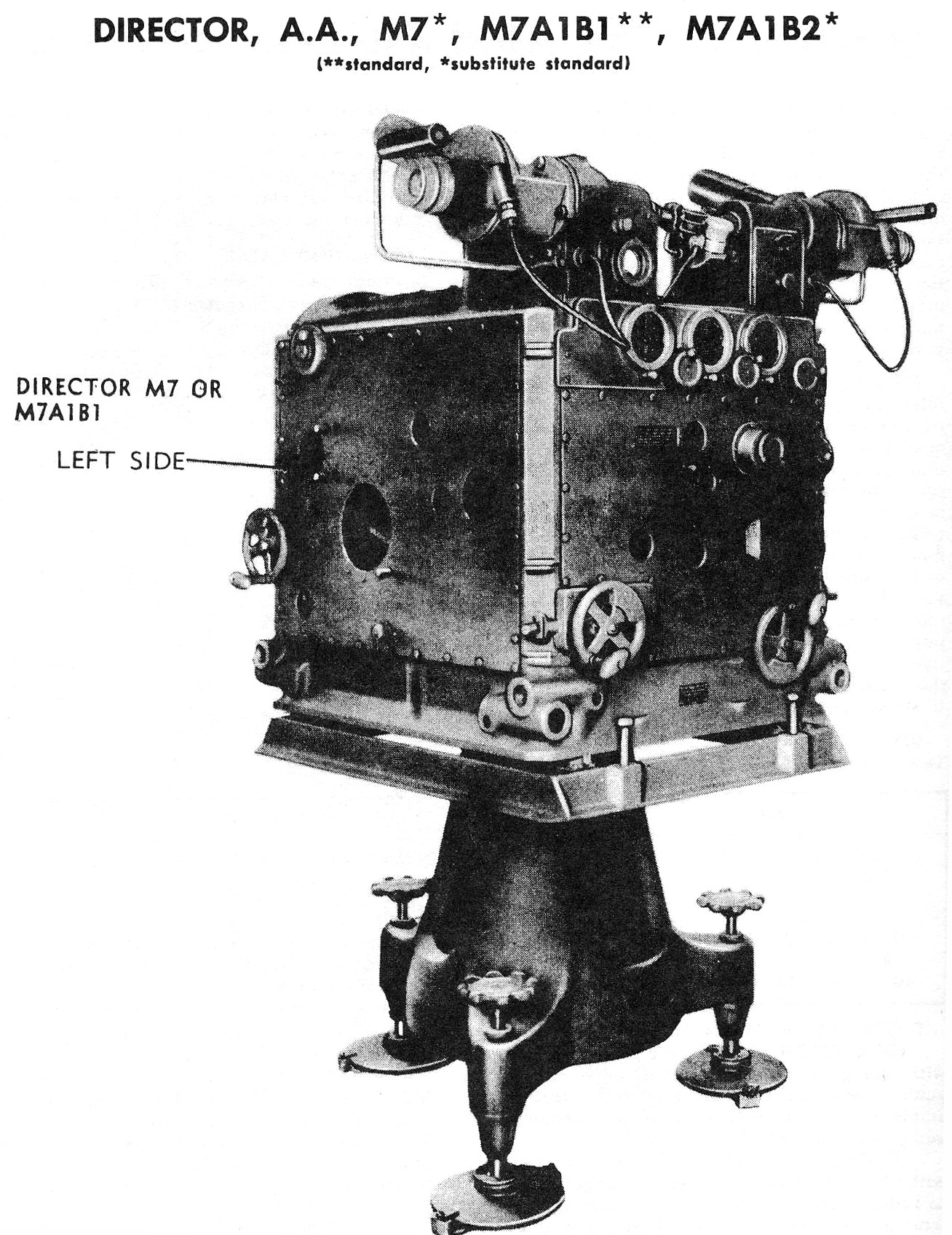
Прилад керування артилерійським вогнем М7, 1944 рік

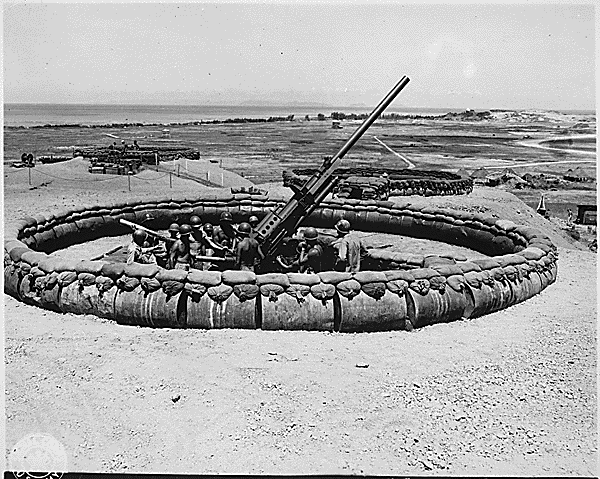
Вигляд 90-мм зенітної установки, Окінава, 1945 рік

Звичайний гарматний розрахунок складався з групи в чотири людини, якими керував оператор M7 або M9, або Kerrison Predictors. Радіолокація набувала все більшої поширенності, починаючи з SCR-268, який з'явився в 1941 та був недостатньо точним, щоб безпосередньо наводити гармати, але міг забезпечити точне визначення дистанції в бою. Для нічного бою до радара підключали прожектор з такою шириною променя, щоб ворожий літак був повністю підсвічений, це дозволяло вести вогонь, як і в день. У 1944 році відбувається модернізація системи, додається мікрохвильовий радар SCR-584, який мав точність до 0,06 градусів. Завдяки цій системі значно спрощувалось наведення, адже тепер збиралась та направлялась в комп'ютер інформація про напрямок та дальність цілі, а він вже міг автоматично наводити гармату екіпажу залишалося лише заряджати снаряди.

## Основні протитанкові розробки
Цей тип гармат також намагались адаптувати для різних типів бронетехніки. На початку 1943 року на винищувач танків М10 було встановлено експериментальну версію пушки Т7, яку потім прийняли як 90-мм M3. Також ця гармата встановлювалась на винищувачі танків М36 та M26 Pershing. Снаряд на вильоті з дула розвивав швидкість у 810 м/с. Ця швидкість та якість сталі, з яких робились бронебійні снаряди, конкурували з танковою гарматою 88-мм KwK 36, що встановлювалась на Тигр І, але поступались 88-мм танковій гарматі KwK 43. Для вирішення цієї проблеми у деякі танки Т26/М26 забезпечили 90-мм бронебійними підкаліберними снарядами з вольфрамовими покриттям.Так гармата стала спроможною змагатись з гарматами встановленними на Тигр ІІ.
| Тип боєприпасів          | Начальна швидкість      | Пробиття (мм) | Пробиття (мм) | Пробиття (мм) | Пробиття (мм) | Пробиття (мм) | Пробиття (мм) | Пробиття (мм) | Пробиття (мм) | Пробиття (мм) | Пробиття (мм) | Пробиття (мм) |
| Тип боєприпасів          | Начальна швидкість      | 100 м         | 250 м         | 500 м         | 750 м         | 1000 м        | 1250 м        | 1500 м        | 1750 м        | 2000 м        | 2500 м        | 3000 м        |
| ------------------------ | ----------------------- | ------------- | ------------- | ------------- | ------------- | ------------- | ------------- | ------------- | ------------- | ------------- | ------------- | ------------- |
| M77 AP проти FHA         | 823 м/с (2 700 фут/с)   | 168           | 159           | 146           | 134           | 122           | 112           | 102           | 94            | 86            | 72            | 60            |
| M77 AP проти RHA         | 823 м/с (2 700 фут/с)   | 188           | 179           | 163           | 150           | 137           | 125           | 115           | 105           | 96            | 81            | 68            |
| M82 APC проти FHA        | 808 м/с (2 650 фут/с)   | 151           | 150           | 147           | 144           | 140           | 135           | 131           | 127           | 123           | 115           | 107           |
| M82 APC проти RHA        | 808 м/с (2 650 фут/с)   | 164           | 156           | 150           | 143           | 137           | 131           | 125           | 119           | 114           | 104           | 92            |
| Пізній M82 APC проти RHA | 853 м/с (2 800 фут/с)   | 169           | 168           | 164           | 157           | 151           | 144           | 140           | 136           | 132           | 123           | 116           |
| Пізній M82 APC проти FHA | 853 м/с (2 800 фут/с)   | 161           | 159           | 155           | 151           | 147           | 144           | 138           | 133           | 127           | 115           | 104           |
| T33 AP проти RHA         | 853 м/с (2 800 фут/с)   | 206           | 201           | 193           | 185           | 178           | 170           | 164           | 157           | 150           | 139           | 128           |
| T30E16 проти HVAP        | 1 018 м/с (3 340 фут/с) | 306           | 295           | 278           | 262           | 246           | 232           | 218           | 205           | 193           | 171           | 151           |

Через те, що стандартна М3 90-мм була довжиною в 15,5 футів, вона була не здатна пробити найтовстішу лобову броню німецьких танків, таких як Тигр ІІ та Ягдтигр, було розроблено ще кілька модифікацій М3.
90-мм T15E1 L/73 зі стволом довжиною 21 фут (6,4 м) був спроєктований і створенний як протитанкова гармата, яка може зрівнятися або перевершити 8,8-см гармату KwK43 L/71, відому гармату Тигра ІІ.

## Подальший розвиток
У 1948 році модернзована М3А1, якій дали назву Т119 була прилаштована для використання на танка Т42 (а потім і на М47 Паттон), отримавши нові боєприпаси та пришвидшивши швидкість їх польоту.

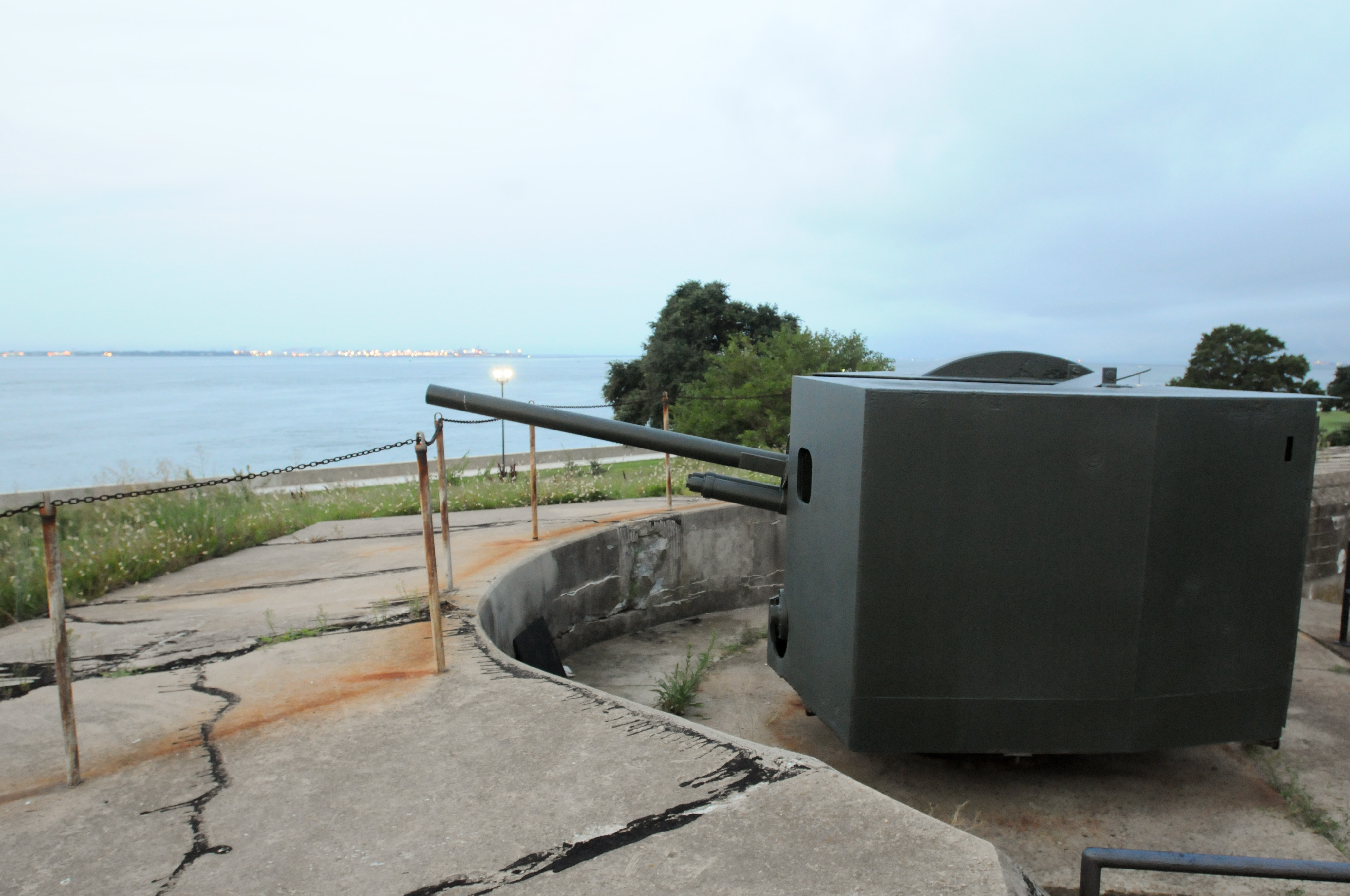
90-мм гармата М1 на морському узбережжі Т3/М3 в Баттері Парротт, Форт Монро, Вірджинія.

Друга світова війна посприяла прийнятю гармати М1 на озброєння Корпусом берегової артилерії, щоб замініти старі 3-дюймові гармати в захисті території США. Гармати організовували в батареї протимоторних торпедних катерів, як правило батарея включала в себе чотири 90-мм гармати і двомі зенітні гарматами калібру 37 або 40 мм. Зазвичай дві з 90-мм гармат встановлювались на стаціонарних установках T3/M3 і дві були на буксированих установках M1A1 або M2, а 37-мм або 40-мм зброя на одинарних буксируваних установках. Кріплення T3/M3 було спеціально створене для протиповітряного або зенітного вогню. У 1943 році в континнтальних штатах, Панамі, на Алясці, на Гаваях, в Пуерто-Рико та інших місцях були побудовані точки для щонайменше 90 батарей з двох стаціонарних гармат, а також мобільної зброї.

## Варіанти

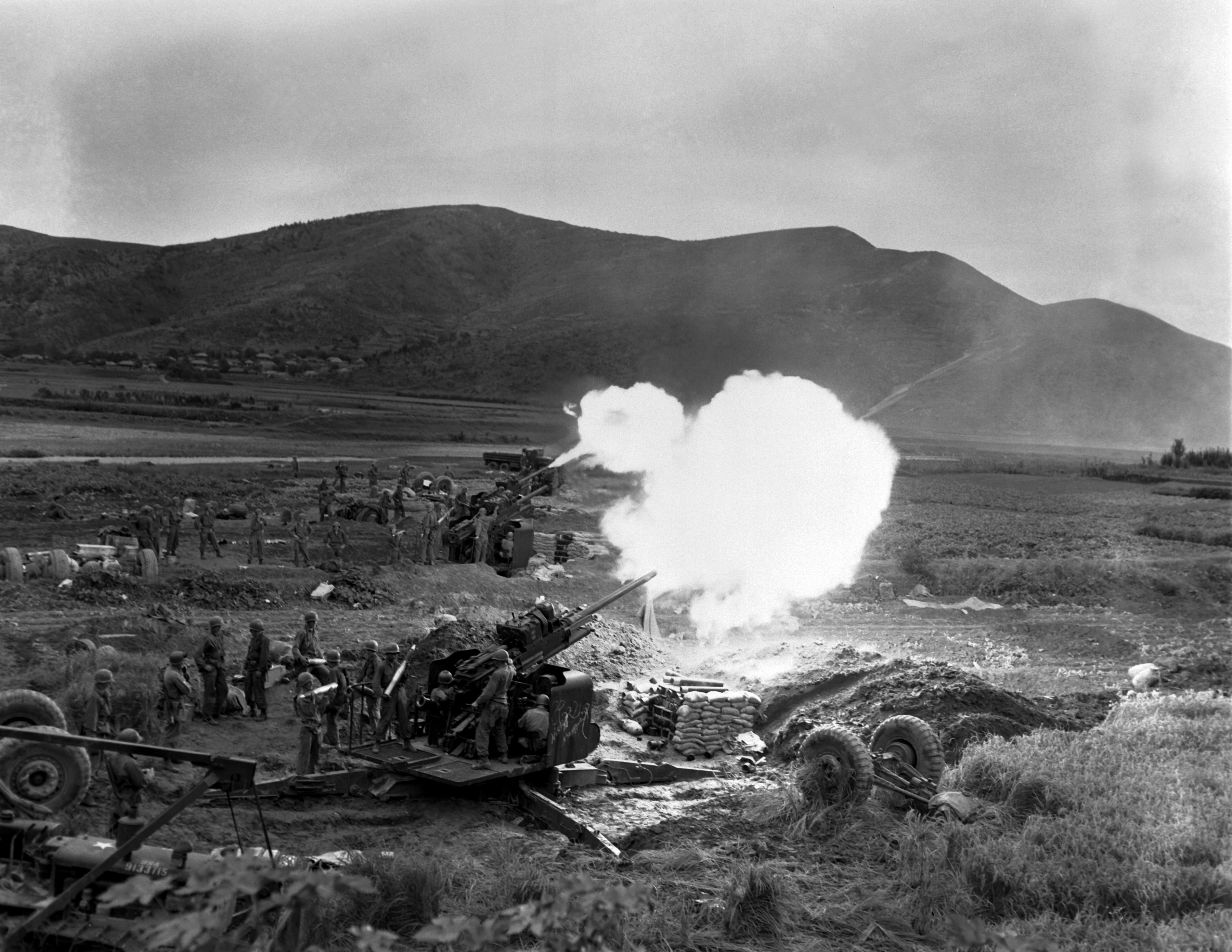
90-мм гармати М2, Корея

### M1
- Буксирувана зенітна гармата. Схвалена до експлуатації в 1940 році.
- Закріплені на кріпленні T3/M3 для служби берегової артилерії.

### M1A1
Зенітна гармата призначена для буксирування. Виробництво почалося в 1940 році. Його скорострільність становила 20 пострілів на хвилину.

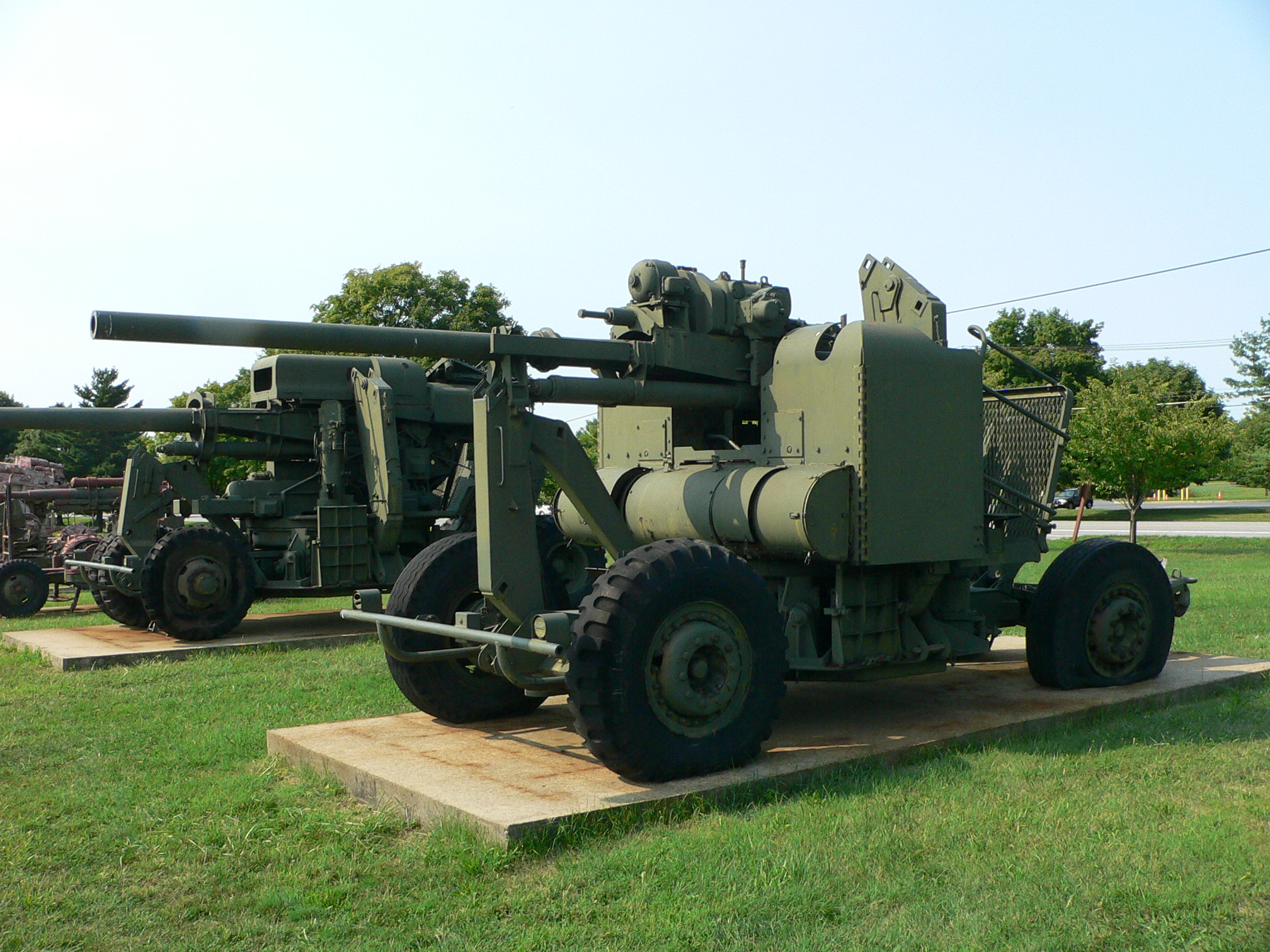
M2 в Музеї боєприпасів армії США

### M2
Значна переробка гармати, щоб перетворити виключно зенітну установку на ще й протитанкову. Оновлюється система подачі боєприпасів і додається автоматична система подачі боєприпасів. Темп стрільби збільшується до 24 пострілів в хвилину. Тепер може опускати ствол на 10 градусів нище. Додається великий металевий щит для захисту команди.

### M3
Версія гармати для танків, націлена на знищення ворожої бронетехнки. Використовувалась для оснащення винищувача танків M36 і танка M26 Pershing. Також відома як 90-мм L/53.

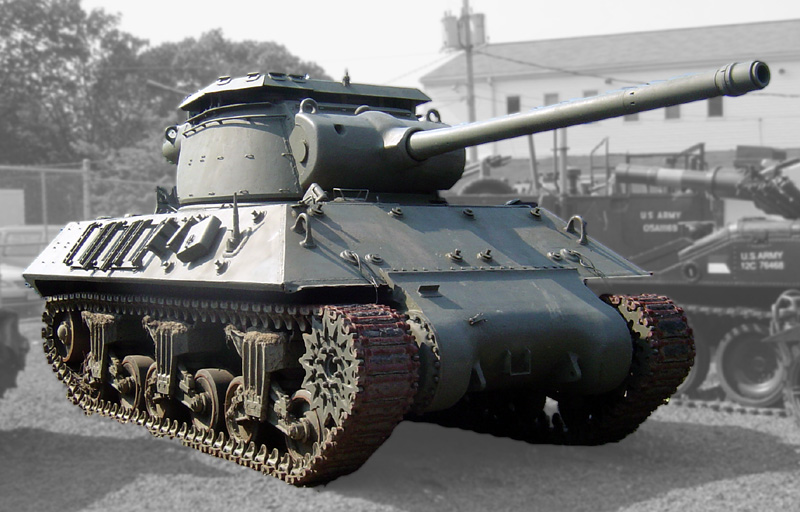
Винищувач танків М36 з гарматою калібру 90 мм

### M3A1
Гармата M3 з дуловим гальмом, що використовувалась на M46 Patton та перших версіях танків M48 Patton і винищувачах танків M36 після ремонту часів Корейської війни.

### Зброя порівнянної ролі, виконання та епохи
- 8,8 см Flak 18/36/37/41: німецька зенітна гармата
- 8,8 cm KwK 36: німецька танкова гармата, встановлена на танках Tiger I
- Cannone da 90/53 : італійська зенітна гармата
- 3,7-дюймова зенітна гармата QF: британська зенітна гармата
- 85-мм ППО М1939 (52-К): радянська зенітна гармата